# Викторија (Тулћа)
Викторија (рум. Victoria) насеље је у Румунији у округу Тулћа у општини Нуфару. Oпштина се налази на надморској висини од 23 m.

## Становништво
Према подацима из 2002. године у насељу је живело 187 становника, од којих су сви румунске националности.